# پادشاهی معین

دولت مَعین یکی از قدیمی‌ترین دولت‌های عربی است که در یمن ايجاد گرديده است، و آغاز این دولت تقریباً از سال ۱۳۰۰ پیش از میلاد تا انقراض آن در سال ۶۳۰ پیش از میلاد به طول انجامیده است.
دولت معین در شمال دولت سبا و دولت قتبان قرار داشته‌است.

## محدودهٔ دولت مَعین
از قسمت شمال شرقی آن عَدَن، از غرب جَوف، از سمت جنوب عربستان و ربع الخالی و در مشرق آن صنعا پایتخت کنونی یمن واقع بود. امروزه نیز منطقه ای در غرب صنعا با نام مَعین وجود دارد.
از اوائل هزارهٔ اول پیش از میلاد مسیح تمدن کافی داشته و دولت مهمی تأسیس کرده بود که کتیبه‌ها و آثار زیادی از آن باقی‌مانده است.
پایتخت این دولت قرنا یا (قرنه) بود که بعدها باسم معین «با فتح میم» معروف شد.
در ابتدا و انتهای این دولت بسیار بحث شده و بعضی آن را بسیار قدیم و بعضی دیگر معاصر حكومت سبا دانسته‌اند.
فرقهٔ اولی مبدأ آن دولت را از ۱۳ و انتهای آن را در قرن هفتم پیش از میلاد قرار می‌دهند.
معینی‌ها در زمان قدرت خود خط شاهراه تجارتی شمال را تا آنجا که به خاک یک دولت مقتدری می‌رسد در تحت نفوذ و بلکه تصرف نظامی خود داشته و دسته‌های مهاجران معینی در طول خط برقرار کرده بودند.
ضعف و انقراضی این دولت بر اثر تشکیل دولت سبا در سمت جنوبی آن و قدرت یافتن و حملاتش بر خاک معین پیش آمد.
انقراض کلی دولت معین به‌هرحال در بین دو حد انتهای ۷۰۰ و ۵۵۰ پیش از میلاد باید واقع شده باشد.
معینی‌ها تا آنجا که معلوم است از بدو امر پادشاهانی داشته‌اند که قریب ۲۸ یا ۲۹ نفر (اسامی حداقل ۲۵ نفر) از آن‌ها به‌وسیلهٔ کتیبه‌ها ذکر شده‌است؛ و گویا برخلاف سبأ و قتبان پیش‌تر از دورهٔ سلطنت حکومت کهنه نداشته‌اند.
معینی‌ها به علت توجه فراوان به بازرگانی پای از دایرهٔ کشور خویش فراتر نهاده سرزمین‌های دوردستی را در اطراف، به خصوص در شمال تحت تصرف خویش درآورده بودند. عمده‌ترین مستعمرات ایشان در شمال، یکی الُعلَی بود که مقدار فراوانی کتیبه معینی از آن به دست آمده است، دیگری شعرمَعَان در جنوب شرقی پترا بود. این شهر مسلماً توسط مهاجران معینی‌آباد شده و مرکز یکی از مستعمره‌های ایشان بوده‌است. کتیبه‌های معینی را علاوه بر این دو مرکز حتی در یونان می‌توان یافت؛ و این خود دلیل بر گسترش تمدن و بازرگانی منظم ایشان است. امروزه، تعداد کتیبه‌های معینی از چهار هزار فزون است.
اختلاف عمده‌ای که معینیان و دیگر ساکنان یمن با شمالیان دارند این است که در جنوب، زندگی شهرنشینی رواج کامل داشته‌است و تعداد صحرانشینان به مراتب کمتر از شهریان بوده‌است. زندگی آنان اغلب به بازرگانی و کشاورزی می‌گذشته و طبیعتاً مجامع و خانواده‌های اشرافی هم که زاییده آن نوع زندگی است در میانشان فراوان بوده و ایشان بردگانی از تنگ‌دستان و ناتوانان نیز بر می‌گرفتند. طبقه روحانی نقش عمده‌ای بازی می‌کرد، یعنی علاوه بر تبلیغ آیین بت‌پرستی، در سیاست مملکت نیز دستی تمام داشت. در این میان، زنان ظاهراً از آزادی فراوانی برخوردار بودند.